# Aluísio Azevedo
Aluísio Tancredo Gonçalves de Azevedo (São Luís, Maranhão, 14 de abril de 1857-Buenos Aires, 21 de enero de 1913) fue un escritor, diplomático, caricaturista y periodista brasileño.

## Biografía
Era hijo del portugués David Gonçalves de Azevedo y de Emilia Amália Pinto de Magalhães. Su padre era viudo y la madre, separada de su marido - algo que resultaba escandaloso para la sociedad de su época.
Aluísio desde muy joven se dedicó al dibujo (en concreto, a la caricatura), y al trabajo. En 1876 viaja a Río de Janeiro para estudiar Bellas Artes, viviendo desde entonces de sus caricaturas y dibujos para los periódicos.
Con la muerte de su padre (1879) regresa a São Luís, donde comienza a escribir, mientras trabaja como viajante de comercio. Dos años después publica O Mulato, con la que choca con la sociedad por la forma cruda de la novela, desnudando la cuestión racial, habiéndose ya el autor alineado con la causa abolicionista. El éxito de esta obra le posibilita el regreso a la capital del Imperio, donde escribe sin parar nuevas novelas, cuentos, crónicas e incluso piezas teatrales.
Escribió junto a otros autores como Émile Rouéde, Coelho Neto y João Luso obras de teatro. Ya como diplomático en 1895, arriba finalmente en 1910 a Buenos Aires, ciudad donde fallece, menos de tres años después.
Fue miembro fundador de la Academia Brasileña de Letras, entre los años 1897 y 1913, en la que ocupó el sillón número 4, bajo el patronato de Basílio da Gama.

## Estilo y obra
Fue el responsable de inaugurar el estilo naturalista en Brasil con la novela O mulato (1881). Es también autor de las novelas Casa de pensão (1884) y O cortiço (1890), entre otras.
Las influencias sobre Aluísio de Azevedo son los escritores naturalistas europeos Eça de Queirós y Émile Zola. A través de esa óptica naturalista capta la mediocridad de la rutina, los vicios y taras del individuo, una opción contraria a los románticos que le precedieran.
Las características fundamentales del naturalismo (como la influencia del medio social y la herencia en la formación de los individuos, más allá del fatalismo, están presentes en la obra de Aluísio de forma vehemente. En él «la naturaleza humana se asemeja a una selva salvaje en la que los fuertes se comen al los débiles», afirma el estudioso Alfredo Bosi.

## Obras
- Uma Lágrima de Mulher, novela, 1880 – primer trabajo.
- O mulato, novela, 1881
- Mistério da Tijuca ou Girândola de amores, novela, 1882
- Memórias de Um Condenado ou Condessa Vesper, novela, 1882
- Casa de pensão, novela, 1884
- Filomena Borges, novela, 1884
- O homem, novela, 1887
- O cortiço, novela, 1890
- O coruja, novela, 1890
- A Mortalha de Alzira, novela, 1894
- Demônios, cuento, 1895
- O livro de uma sogra, novela, 1895
- O Bom Negro, crónica
- O Esqueleto, (en colaboración con Olavo Bilac).
- Os Doidos, teatro
- Casa de Orates, teatro
- Flor de Lis, teatro
- Em Flagrante, teatro
- Caboclo, teatro
- Um Caso de Adultério, teatro
- Venenos que Curam, teatro
- República

### En portugués
- Aluísio Azevedo en la Academia Brasileña de Letras
- Obras de Aluísio Azevedo en Internet
- Obras en Cervantes Virtual

- Datos: Q2840554
- Multimedia: Aluísio Azevedo / Q2840554
- Textos: Autor:Aluísio Azevedo